# Boogie Army
Boogie Army war ein deutsches DJ- und Produzenten-Duo aus Köln und Ravensburg.

## Geschichte
Marten Hørger und Captain Koma trafen sich erstmals im Jahr 2000. Zunächst agierten sie zusammen als Breakbeat-DJs und gründeten mehrere Partyreihen, die zum Teil heute noch existieren. Ihr gemeinsames Projekt Boogie Army gründeten sie 2004.
Im gleichen Jahr wurde ihre erste Single Busta/Hypercrank" auf dem Berliner Label Carepack Records veröffentlicht, die sofort eine der meistverkauften deutschen Breaksplatten des Jahres wurde. Es folgte eine Kollaboration mit dem Ingolstädter MC Unkle Massive (Inside the Ride/Are U Party?!), die vom deutschen Musikmagazin Raveline als "Platte des Monats" ausgezeichnet wurde. 2004 spielte das Duo auch auf dem Techno-Festival Nature One.
Es folgten mehrere Remixe und Touren nach England, Ibiza und Russland. Außerdem erschienen weitere Singles auf Gene Poole Records und Barry Ashworths (Dub Pistols) Label Westway Records.
Im August 2008 war Boogie Army auf Australien-Tour. Einige Zeit später trennten sich die Wege der beiden Mitglieder, die aber weiterhin als DJs und Produzenten aktiv sind.

## Musikstil
Der Stil von Boogie Army lässt sich mit Nu-Skool Breaks beschreiben, wobei der Beat vieler Stücke so gerade ist, dass die Zugehörigkeit zum Breakbeat nicht mehr eindeutig ist. Alle Stücke der Formation sind explizit für den Dancefloor produziert und zeichnen sich durch wiederkehrende Themen und eine klassische Dramaturgie aus. Dabei bedient sich Boogie Army bei unterschiedlichen Genres wie Electro und Techno.

## Diskografie

### Singles
- 2004: Busta / Hyper Crank (Carepack Records)
- 2005: Inside the Ride / Are You Party ?! (Carepack Records)
- 2007: Wind Up / Blaster (Westway)
- 2007: Das Tier (Gene Pool)
- 2007: Start the Engine (Westway)
- 2007: Dynamite (iBreaksFunk)
- 2007: Gangster / Sex, Drugs, Rock’n’Roll (Gene Pool)
- 2008: Gangster / Sex, Drugs, Rock’n’Roll (Remixes) (Gene Pool)
- 2008: Big Old Butt / Robots in Disguise (Westway)

### Kompilationsbeiträge
- 2004: Go Break It auf It’s a Berlin Thing Vol. 3
- 2004: Into Chemicals auf IFF04 Electronic Music Collection

### Remixes
- 2005: Trick & Kubic Feat. Mavin – High
- 2005: The Killergroove Formula – Killergroove Uppercut
- 2005: Infekto – The Real Funk
- 2006: MT vs Taishan – Samba Hustle
- 2006: Orlando Menthol – Boomberry
- 2007: Andy Korg – Bitcrusher
- 2007: Just Banks – Bust a Move
- 2007: Malente and Will Styles – James Brown
- 2007: Mankind – Dein geliebter Feind
- 2008: Leeroy Thornhill – Hands Up